# Pahranicznaje Dworyszcza
Pahranicznaje Dworyszcza (pol. Dworyszcze, biał. Пагранічнае Дворышча, ros. Пограничное Дворище) – wieś na Białorusi, w obwodzie mińskim, w rejonie mińskim, w sielsowiecie Szerszuny.
Ustalona w traktacie ryskim granica polsko-radziecka przeszła tuż obok wsi, zostawiając ją po stronie sowieckiej. W latach międzywojennych wieś była z trzech stron otoczona granicą – sąsiadowała z Polską od południa, zachodu i północy. Linia graniczna przebiegała w bliskiej odległości od zabudowań wsi.